# 第65回日本レコード大賞
第65回日本レコード大賞（だい65かいにほんレコードたいしょう）は、日本作曲家協会が主催する65回目の日本レコード大賞。2023年（令和5年）12月30日に新国立劇場中劇場で最終審査会及び発表音楽会を開催した。
発表音楽会の模様はTBSテレビ・TBSラジオをキーステーションに全国で放送された。
ノミネートおよび各賞発表は、11月22日に主催者から発表された。

## 概要
- 第65回の日本レコード大賞は、3人組ロックバンドのMrs. GREEN APPLEが歌唱した「ケセラセラ」に決定した。Mrs. GREEN APPLEは初の大賞受賞となった[3]。受賞曲はテレビ朝日系列[4]（朝日放送テレビ[5]制作）テレビドラマ『日曜の夜ぐらいは…』[6]主題歌で、テレビ朝日系列のテレビドラマ主題歌が大賞を受賞するのは第32回（1990年）の『恋唄綴り』[7]（堀内孝雄）以来33年ぶり[8]となった。
- 優秀作品賞は10組中、6組のアーティストが初受賞となった[9]。
- 第61回（2019年）以来4年ぶりに作曲賞・作詩賞・編曲賞・企画賞が選出された。
- 優秀作品賞に選出されたNewJeansの「Ditto」は、韓国語詞と英語詞で構成される。日本語が歌詞に含まれない楽曲が優秀作品賞に選出されるのは、史上初となった[10]。
- 「唱」が優秀作品賞に選出されたAdoは、2021年、2022年に続いて電話出演となった[11]。
- 特別賞に選ばれた「呪術廻戦」のアニメ主題歌としてキタニタツヤの「青のすみか」、崎山蒼志の「燈」が披露された[12]。
- この年のヒット曲として注目されたYOASOBIの「アイドル」はユニットとして特別国際音楽賞、Ayaseが作曲賞を受賞し、香港のフェス『Clockenflap』での歌唱映像が放送された[13][12]。ちなみに「アイドル」は翌日（大晦日）の「第74回NHK紅白歌合戦」（NHK総合テレビ他）で初めて地上波での生放送で披露された。

## 放送時間

### テレビ放送
- 17:30 - 22:00（JNN28局ネット）[14]

### ラジオ放送
- 18:00 - 22:00（JRNネット）
  - 同時ネット:TBSラジオ（中継制作局）、CBCラジオ、RBCiラジオ
  - 19:00飛び乗り:HBCラジオ、北陸放送、大分放送

## 出演者

### 総合司会
- 安住紳一郎（TBSアナウンサー）[15]
- 川口春奈

### リポーター
- 江藤愛（TBSアナウンサー）

### ラジオ中継進行
- 赤荻歩（TBSアナウンサー）[16]

### ナレーション
- ジョン・カビラ

### アシスタント
- 川崎琴之
- 鶴田麗子
- 長崎百華

## 受賞作品・受賞者一覧

### 日本レコード大賞
- 「ケセラセラ」
  - 歌手 - Mrs. GREEN APPLE
  - 作詞・作曲 - 大森元貴
  - 編曲 - 花井諒、大森元貴
  - プロデューサー - AKINORI SASAKI（SHOW TIME INC,）
  - 所属事務所 - Project-MGA（共同：ユニバーサルミュージック）
  - レコード会社 - EMI Records（ユニバーサルミュージック）

### 優秀作品賞（大賞ノミネート作品）
- 新しい学校のリーダーズ「オトナブルー」
- Mrs. GREEN APPLE「ケセラセラ」
- 緑黄色社会「サマータイムシンデレラ」
- Ado「唱」
- 純烈「だってめぐり逢えたんだ」
- NewJeans「Ditto」
- JO1「Trigger」
- imase「NIGHT DANCER」
- 市川由紀乃「花わずらい」
- BE:FIRST「Mainstream」

### 最優秀歌唱賞
- JUJU

### 特別賞
- ano
- 「呪術廻戦」
- NewJeans

### 特別国際音楽賞
- ENHYPEN
- YOASOBI

### 作曲賞
- Ayase「アイドル」（歌唱：YOASOBI）

### 作詩賞
- Hiro「I’m a mess」（歌唱：MY FIRST STORY）

### 編曲賞
- 本間昭光「星見酒（ほしみざけ）」（歌唱：天童よしみ）

### 最優秀新人賞
- FRUITS ZIPPER

### 新人賞（最優秀新人賞ノミネート）
- 木村徹二
- FRUITS ZIPPER
- 僕が見たかった青空
- LIL LEAGUE

### 企画賞
- 三波春夫「決定版 三波春夫映像集」
- EBiDAN（恵比寿学園男子部）「前略、道の上より」
- HIROBA「HIROBA」
- 竹島宏「ヨーロッパ三部作「プラハの橋」 「一枚の切符」 「サンタマリアの鐘」」

### 日本作曲家協会選奨
- 辰巳ゆうと

### 特別功労賞
- 伊集院静（伊達歩）（作詞家）
- 犬塚弘（ベーシスト、ハナ肇とクレージーキャッツ）
- 大橋純子（歌手）
- KAN（歌手、ソングライター）
- 小西良太郎（音楽ジャーナリスト、音楽プロデューサー）
- 坂本龍一（作曲家、イエロー・マジック・オーケストラ）
- 櫻井敦司（歌手、BUCK-TICK）
- 高橋幸宏（ドラマー、イエロー・マジック・オーケストラ）
- 竹村次郎（編曲家）
- 谷村新司（歌手、アリス）
- 遠山一（歌手、ダーク・ダックス）
- 三浦徳子（作詞家）
- もんたよしのり（歌手、ソングライター、もんた&ブラザーズ）

## 視聴率
- 平均視聴率（世帯）は、1部（午後5時半から）が6.7％（関東地区、ビデオリサーチ調べ・以下同）、2部（午後7時から）が9.6％を記録したが、2部制になって完全1桁視聴率になったのは史上初[17]。